# Télépopmusik
Télépopmusik — французская электронная музыкальная группа из трёх участников. Первый альбом группы Genetic World вышел в 2001 году. Второй альбом Angel Milk — в 2005. Группа состоит из музыкантов: Фабриса Дюмона (Fabrice Dumont), бас-гитариста и основателя поп-группы Autour de Lucie, Стефана Эри (Stephan Haeri), также известного по его сольным проектам как 2Square, и Кристофа Этье (Christophe Hetier).
Помимо основного состава группы, в работе принимают участие приглашенные музыканты: Анжела Мак-Класки (альбомы Genetic World и Angel Milk), Mau (альбомы Genetic World и Angel Milk) и Дебора Андерсон (альбом Angel Milk)
В живых выступлениях группе помогают Sébastien Buffet (ударные инструменты и перкуссия) и Narumi Omori (клавишные инструменты).

## Дискография

### Альбомы
- Genetic World[англ.] (2001)
- Angel Milk[англ.] (2005)

### Синглы
- Sonic 75 (1997)
- An Ordinary Life (1998)
- Da Hoola (2000)
- Breathe[англ.] (2002)
- Love Can Damage Your Health (2003)
- Smile (2004)
- Into Everything (2005)
- Dont Look Back (2005)
- Ghost Girl (2009)
- Try Me Anyway (2013)